# Parablennius ruber
Parablennius ruber es una especie de pez de la familia Blenniidae en el orden de los Perciformes.

## Morfología
• Los machos pueden llegar alcanzar los 14,1 cm de longitud total.

## Distribución geográfica
Se encuentra en Portugal, incluyendo las Azores y Madeira.